# Estación de Nicolás Bravo-Konhunlich
Nicolás Bravo es la estación de trenes que se ubica cerca de Nicolás Bravo, Quintana Roo.

## Historia
Andrés Manuel López Obrador anunció en su campaña presidencial del 2018 el proyecto del Tren Maya. El 13 de agosto de 2018 anunció el trazo completo. El recorrido de la nueva ruta del Tren Maya puso a la Estación Nicolás Bravo en la ruta que conectaría con Chetumal, Quintana Roo con Escárcega, Campeche